# Tovomita rubella
Tovomita rubella là một loài thực vật có hoa trong họ Bứa. Loài này được Spruce ex Planch. & Triana miêu tả khoa học đầu tiên năm 1860.